# آرثر بنتلي
آرثر بنتلي (بالإنجليزية: Arthur Bentley)‏ (1871 في المملكة المتحدة - ) هو لاعب كرة قدم بريطاني (وحمل سابقاً جنسية المملكة المتحدة لبريطانيا العظمى وأيرلندا) في مركز مهاجم داخلي. لعب مع ستوك سيتي.